# Carlo Grabher
Carlo Grabher (Terni, 25 aprile 1897 – Firenze, 22 agosto 1968) è stato un critico letterario e traduttore italiano.

## Biografia
Nato da Giuseppe e da Paolina Locci, dal 1915 frequentò la Facoltà di lettere e filosofia dell'Università di Pisa. Arruolato nel 1917, si distinse nella prima guerra mondiale venendo insignito di croce di guerra al valor militare. 
Laureatosi nel 1920 sotto Francesco Flamini, dal 1924 insegnò lettere nel Liceo artistico di Roma e dal 1928 nel Liceo ginnasio statale Terenzio Mamiani. Dal 1944 fu docente di letteratura italiana nella Facoltà di magistero dell'Università di Roma, passando poi a Cagliari nel 1950. Insegnò quindi a Catania e a Perugia; nel 1967 andò in pensione.
Si rivelò importante studioso di Dante con il suo commento alla Divina Commedia, pubblicato nel 1934-1936, che ottenne nel 1938 il premio «Marco Besso» e conobbe numerose ristampe e nuove edizioni fino al 1964. Concepita per gli studenti delle scuole secondarie, oltre alle note storico-erudite, la Divina Commedia del Grabher si caratterizzava per l'ampiezza del commento estetico, inizialmente in linea con i criteri del Croce di distinzione tra poesia e non poesia, dai quali prese in parte le distanze nei decenni successivi. 
L'interesse per Dante rimase primario in Grabher, dando luogo alla pubblicazione di studi di singoli canti della Commedia, ma seguirono nel 1941 una monografia su Giovanni Boccaccio, due saggi sull'Ariosto pubblicati nell'immediato dopoguerra, lo studio Interpretazioni foscoliane del 1948 e la monografia su un autore allora trascurato dalla critica, il Ruzzante, edita nel 1953.
Negli ultimi anni produsse un saggio su Le rimembranze di Giacomo Leopardi. A causa della morte, che lo colse nel 1968, lasciò incompiuta l'ultima sua fatica, un volume dedicato a Monaldo Leopardi.
Fuori dalla letteratura italiana, si segnalano le traduzioni e i saggi di autori russi: in particolare uno studio su Anton Čechov (1929) e la traduzione delle sue opere teatrali (1948).

## Opere
- Un mistico e il suo amore: Giovanni Colombini, in «Quaderni di Bilychnis», 2, IX, 1921
- L'azione muta nel teatro di Salvatore Di Giacomo, in «Rivista d'Italia», XXVI, 1923
- Anton Cechov, Roma 1929
- Commento alla Divina Commedia, 3 voll., Firenze 1934-1936
- Il canto XXXII dell'Inferno letto nella Casa di Dante in Roma, Firenze 1940
- Il canto XVII del Paradiso letto nella sala di Dante in Orsanmichele, Firenze 1940
- Giovanni Boccaccio, Torino 1941
- Il canto V del Purgatorio letto nella sala della Biblioteca Classense in Ravenna, Firenze 1942
- Il canto XI del Purgatorio letto nella sala della Biblioteca Classense in Ravenna, Firenze 1942
- Sul teatro dell'Ariosto, Roma 1946
- La poesia minore dell'Ariosto, Roma 1947
- Interpretazioni foscoliane, Firenze 1948
- Mostri e simboli dell'Inferno dantesco, in «Annali della facoltà di lettere e filosofia e di magistero dell'Università di Cagliari», XXI, 1953
- Ruzzante, Milano 1953
- Possibili conclusioni su Dante e l'escatologia musulmana, in «Siculorum Gymnasium», VIII, 1955
- L'idillio Le rimembranze del 1816 nella prospettiva della formazione leopardiana, in «Studi di varia umanità in onore di Francesco Flora», Milano 1963